# Ghulam Sarwar
Ghulam Sarwar (urdu ‏غلام سرور‎, ur. 25 października 1937 w Kohat) – pakistański bokser.
Uczestniczył w Letnich Igrzyskach Olimpijskich, w 1960 roku, odpadając w drugiej rundzie w wadze lekkiej. Podczas Letnich Igrzysk Olimpijskich, w 1964 roku przegrał w trzeciej rundzie z Jimem McCourtem z Irlandii.